# إمي نوكني (آيت يحيى)
إمي نوكني هو دُوَّار يقع بجماعة أساكي، إقليم تارودانت، جهة سوس ماسة في المملكة المغربية. ينتمي الدوّار لمشيخة آيت يحيى التي تضم 14 دوار. يقدر عدد سكانه بـ 258 نسمة حسب الإحصاء الرسمي للسكان والسكنى لسنة 2004.

## روابط خارجية
- البوابة الوطنية للجماعات الترابية
- المندوبية السامية للتخطيط